# Katochí
Katochí (Katochi) är en ort i Grekland.   Den ligger i prefekturen Nomós Aitolías kai Akarnanías och regionen Västra Grekland, i den centrala delen av landet, 220 km väster om huvudstaden Aten. Katochí ligger 6 meter över havet och antalet invånare är 2 829.
Terrängen runt Katochí är platt.  Närmaste större samhälle är Mesolóngi, 16,1 km öster om Katochí. 